# Varg och får
|   | a                                                                               | b                                                                               | c                                                                               | d                                                                               | e                                                                               | f                                                                               | g                                                                               | h                                                                               |   |
| 8 | b2 svart cirkel · a1 vit cirkel · c1 vit cirkel · e1 vit cirkel · g1 vit cirkel | b2 svart cirkel · a1 vit cirkel · c1 vit cirkel · e1 vit cirkel · g1 vit cirkel | b2 svart cirkel · a1 vit cirkel · c1 vit cirkel · e1 vit cirkel · g1 vit cirkel | b2 svart cirkel · a1 vit cirkel · c1 vit cirkel · e1 vit cirkel · g1 vit cirkel | b2 svart cirkel · a1 vit cirkel · c1 vit cirkel · e1 vit cirkel · g1 vit cirkel | b2 svart cirkel · a1 vit cirkel · c1 vit cirkel · e1 vit cirkel · g1 vit cirkel | b2 svart cirkel · a1 vit cirkel · c1 vit cirkel · e1 vit cirkel · g1 vit cirkel | b2 svart cirkel · a1 vit cirkel · c1 vit cirkel · e1 vit cirkel · g1 vit cirkel | 8 |
| 7 | b2 svart cirkel · a1 vit cirkel · c1 vit cirkel · e1 vit cirkel · g1 vit cirkel | b2 svart cirkel · a1 vit cirkel · c1 vit cirkel · e1 vit cirkel · g1 vit cirkel | b2 svart cirkel · a1 vit cirkel · c1 vit cirkel · e1 vit cirkel · g1 vit cirkel | b2 svart cirkel · a1 vit cirkel · c1 vit cirkel · e1 vit cirkel · g1 vit cirkel | b2 svart cirkel · a1 vit cirkel · c1 vit cirkel · e1 vit cirkel · g1 vit cirkel | b2 svart cirkel · a1 vit cirkel · c1 vit cirkel · e1 vit cirkel · g1 vit cirkel | b2 svart cirkel · a1 vit cirkel · c1 vit cirkel · e1 vit cirkel · g1 vit cirkel | b2 svart cirkel · a1 vit cirkel · c1 vit cirkel · e1 vit cirkel · g1 vit cirkel | 7 |
| 6 | b2 svart cirkel · a1 vit cirkel · c1 vit cirkel · e1 vit cirkel · g1 vit cirkel | b2 svart cirkel · a1 vit cirkel · c1 vit cirkel · e1 vit cirkel · g1 vit cirkel | b2 svart cirkel · a1 vit cirkel · c1 vit cirkel · e1 vit cirkel · g1 vit cirkel | b2 svart cirkel · a1 vit cirkel · c1 vit cirkel · e1 vit cirkel · g1 vit cirkel | b2 svart cirkel · a1 vit cirkel · c1 vit cirkel · e1 vit cirkel · g1 vit cirkel | b2 svart cirkel · a1 vit cirkel · c1 vit cirkel · e1 vit cirkel · g1 vit cirkel | b2 svart cirkel · a1 vit cirkel · c1 vit cirkel · e1 vit cirkel · g1 vit cirkel | b2 svart cirkel · a1 vit cirkel · c1 vit cirkel · e1 vit cirkel · g1 vit cirkel | 6 |
| 5 | b2 svart cirkel · a1 vit cirkel · c1 vit cirkel · e1 vit cirkel · g1 vit cirkel | b2 svart cirkel · a1 vit cirkel · c1 vit cirkel · e1 vit cirkel · g1 vit cirkel | b2 svart cirkel · a1 vit cirkel · c1 vit cirkel · e1 vit cirkel · g1 vit cirkel | b2 svart cirkel · a1 vit cirkel · c1 vit cirkel · e1 vit cirkel · g1 vit cirkel | b2 svart cirkel · a1 vit cirkel · c1 vit cirkel · e1 vit cirkel · g1 vit cirkel | b2 svart cirkel · a1 vit cirkel · c1 vit cirkel · e1 vit cirkel · g1 vit cirkel | b2 svart cirkel · a1 vit cirkel · c1 vit cirkel · e1 vit cirkel · g1 vit cirkel | b2 svart cirkel · a1 vit cirkel · c1 vit cirkel · e1 vit cirkel · g1 vit cirkel | 5 |
| 4 | b2 svart cirkel · a1 vit cirkel · c1 vit cirkel · e1 vit cirkel · g1 vit cirkel | b2 svart cirkel · a1 vit cirkel · c1 vit cirkel · e1 vit cirkel · g1 vit cirkel | b2 svart cirkel · a1 vit cirkel · c1 vit cirkel · e1 vit cirkel · g1 vit cirkel | b2 svart cirkel · a1 vit cirkel · c1 vit cirkel · e1 vit cirkel · g1 vit cirkel | b2 svart cirkel · a1 vit cirkel · c1 vit cirkel · e1 vit cirkel · g1 vit cirkel | b2 svart cirkel · a1 vit cirkel · c1 vit cirkel · e1 vit cirkel · g1 vit cirkel | b2 svart cirkel · a1 vit cirkel · c1 vit cirkel · e1 vit cirkel · g1 vit cirkel | b2 svart cirkel · a1 vit cirkel · c1 vit cirkel · e1 vit cirkel · g1 vit cirkel | 4 |
| 3 | b2 svart cirkel · a1 vit cirkel · c1 vit cirkel · e1 vit cirkel · g1 vit cirkel | b2 svart cirkel · a1 vit cirkel · c1 vit cirkel · e1 vit cirkel · g1 vit cirkel | b2 svart cirkel · a1 vit cirkel · c1 vit cirkel · e1 vit cirkel · g1 vit cirkel | b2 svart cirkel · a1 vit cirkel · c1 vit cirkel · e1 vit cirkel · g1 vit cirkel | b2 svart cirkel · a1 vit cirkel · c1 vit cirkel · e1 vit cirkel · g1 vit cirkel | b2 svart cirkel · a1 vit cirkel · c1 vit cirkel · e1 vit cirkel · g1 vit cirkel | b2 svart cirkel · a1 vit cirkel · c1 vit cirkel · e1 vit cirkel · g1 vit cirkel | b2 svart cirkel · a1 vit cirkel · c1 vit cirkel · e1 vit cirkel · g1 vit cirkel | 3 |
| 2 | b2 svart cirkel · a1 vit cirkel · c1 vit cirkel · e1 vit cirkel · g1 vit cirkel | b2 svart cirkel · a1 vit cirkel · c1 vit cirkel · e1 vit cirkel · g1 vit cirkel | b2 svart cirkel · a1 vit cirkel · c1 vit cirkel · e1 vit cirkel · g1 vit cirkel | b2 svart cirkel · a1 vit cirkel · c1 vit cirkel · e1 vit cirkel · g1 vit cirkel | b2 svart cirkel · a1 vit cirkel · c1 vit cirkel · e1 vit cirkel · g1 vit cirkel | b2 svart cirkel · a1 vit cirkel · c1 vit cirkel · e1 vit cirkel · g1 vit cirkel | b2 svart cirkel · a1 vit cirkel · c1 vit cirkel · e1 vit cirkel · g1 vit cirkel | b2 svart cirkel · a1 vit cirkel · c1 vit cirkel · e1 vit cirkel · g1 vit cirkel | 2 |
| 1 | b2 svart cirkel · a1 vit cirkel · c1 vit cirkel · e1 vit cirkel · g1 vit cirkel | b2 svart cirkel · a1 vit cirkel · c1 vit cirkel · e1 vit cirkel · g1 vit cirkel | b2 svart cirkel · a1 vit cirkel · c1 vit cirkel · e1 vit cirkel · g1 vit cirkel | b2 svart cirkel · a1 vit cirkel · c1 vit cirkel · e1 vit cirkel · g1 vit cirkel | b2 svart cirkel · a1 vit cirkel · c1 vit cirkel · e1 vit cirkel · g1 vit cirkel | b2 svart cirkel · a1 vit cirkel · c1 vit cirkel · e1 vit cirkel · g1 vit cirkel | b2 svart cirkel · a1 vit cirkel · c1 vit cirkel · e1 vit cirkel · g1 vit cirkel | b2 svart cirkel · a1 vit cirkel · c1 vit cirkel · e1 vit cirkel · g1 vit cirkel | 1 |
|   | a                                                                               | b                                                                               | c                                                                               | d                                                                               | e                                                                               | f                                                                               | g                                                                               | h                                                                               |   |

Varg och får, eller vargen och fåren, är ett klassiskt brädspel vars historia går tillbaka till 1800-talets början eller tidigare. Det är avsett för två deltagare och hör till en kategori av spel som benämns jaktspel, vilken kännetecknas av att de båda deltagarna inte spelar med samma slags spelpjäser: den ena handhar ett fåtal pjäser, eller bara en enda pjäs, medan den andra disponerar över ett relativt stort antal pjäser av ett annat slag.
Varg och får spelas på ett schackbräde, men man använder bara antingen de vita rutorna eller de svarta. Den ena spelaren förfogar över en svart pjäs, kallad vargen, och den andra spelaren har hand om fyra vita pjäser, kallade fåren. Vid spelets början placeras fåren på brädets understa rad. Vargen placeras på översta raden, alternativt på näst understa raden eller på valfri ruta. 
Spelarna turas om att flytta sina pjäser, alltid ett steg diagonalt. Fåren kan bara gå framåt; vargen kan även gå bakåt. Ingen pjäs kan slå eller bli slagen. Fåren vinner om de kan stänga in vargen så att den inte längre kan flyttas. Vargen vinner om den lyckas ta sig förbi fåren.
Ett annat namn på spelet är mota Olle i grind. Spelet kan också kallas för hundarna och haren, och i så fall används givetvis denna benämning också om själva spelpjäserna.